# Ulica Oławska we Wrocławiu
Ulica Oławska – jedna z ulic średniowiecznego Wrocławia, początek traktu komunikacyjnego łączącego Rynek z Oławą. Zaczyna się w południowo-wschodnim narożniku Rynku (przy początku skierowanej na południe ulicy Świdnickiej), biegnie na wschód i kończy się po 600 metrach w miejscu, gdzie przecina Fosę Miejską i ulicę Podwale. Tu znajdowała się niegdyś tzw. Zewnętrzna Brama Oławska (Brama Wewnętrzna znajdowała się na wysokości kościoła św. Krzysztofa, przy NBP, kilkadziesiąt metrów na zachód od dzisiejszego placu Dominikańskiego, tj. miejsca, gdzie ulica Oławska krzyżuje się dziś z ulicą ks. Piotra Skargi i z trasą W-Z). Za fosą dalszym przedłużeniem ulicy Oławskiej w stronę Oławy jest ulica gen. Romulada Traugutta.
Od 1798 roku pod adresem 36–37 mieścił się na niej pierwszy wrocławski teatr „Kalte Asche”. Zaraz obok pod numerem 42 mieścił się dom i warsztat wynalazcy Karla Heinricha Klingerta. Na przełomie XIX i XX wieku pod numerami 10 i 11 zbudowano hotel „Weisser Adler” (Biały Orzeł), później rozebrany. W jego miejscu zbudowano w latach 1930–1931 dom towarowy C&A Brenninkmeyer, obecnie przebudowany na biurowiec – Quantum Oławska.
Do lat 70. XX wieku ulicą Oławską jeździły pojazdy, w tym także tramwaje. Po otwarciu trasy W-Z linie tramwajowe w rejonie Rynku (w tym przy ulicy Oławskiej) likwidowano od maja 1978. Obecnie odcinek pomiędzy Rynkiem a placem Dominikańskim jest deptakiem tylko dla pieszych, przecinany przez uliczki dostępne dla ruchu, pozostały odcinek jest dostępny dla samochodów i tramwajów. Ulica Oławska krzyżuje się z ulicą Szewską; na rogu stoi wybudowany w 1929 według projektu Ericha Mendelsohna ekspresjonistyczny budynek domu towarowego Rudolfa Petersdorffa, dziś Dom Handlowy Kameleon. Południową pierzeję od Rynku do ulicy Szewskiej tworzy tzw. Zespół zabudowy mieszkalno-usługowej.

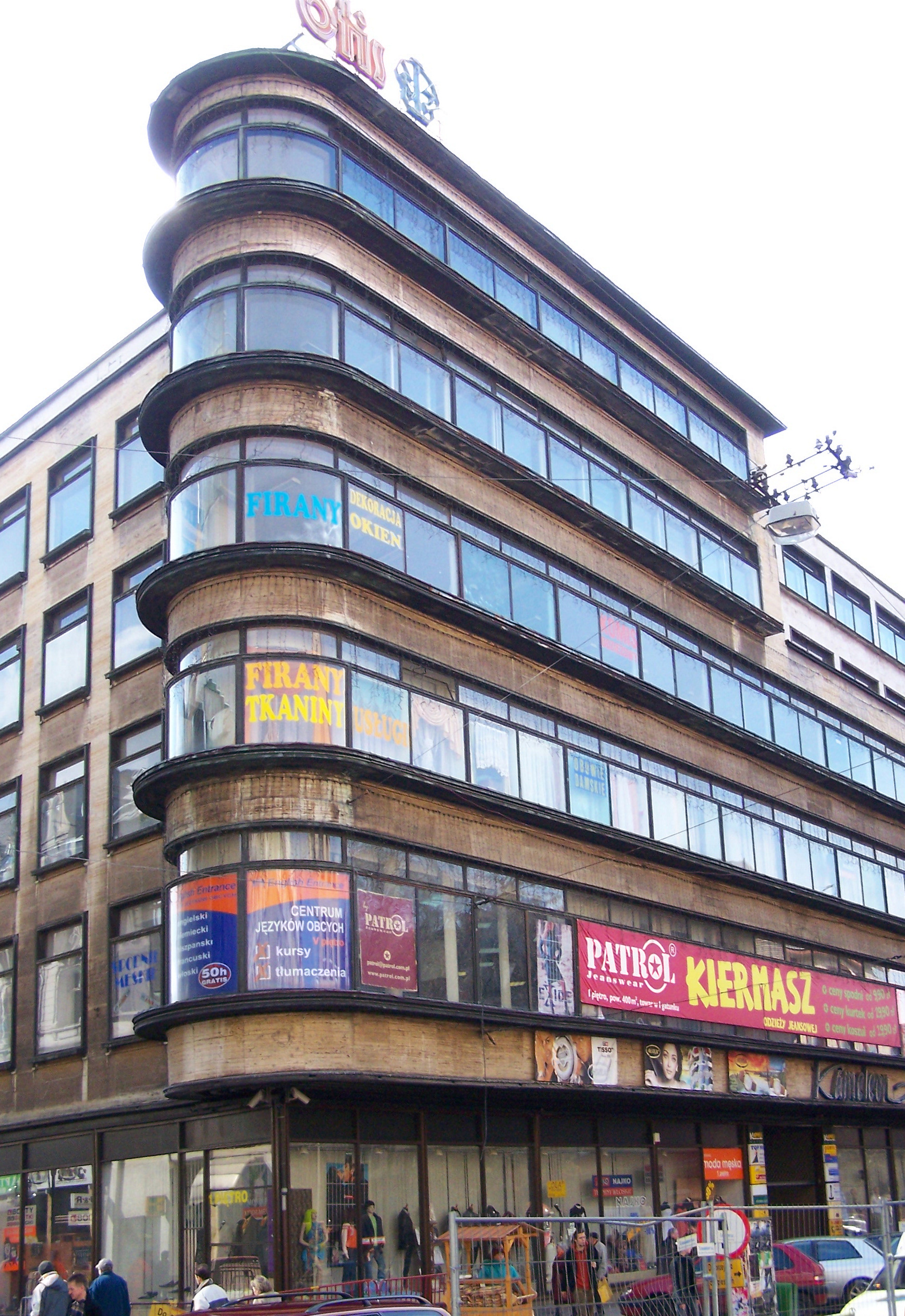
DH „Kameleon” widziany od strony Rynku: w lewo ulica Oławska, w prawo Szewska
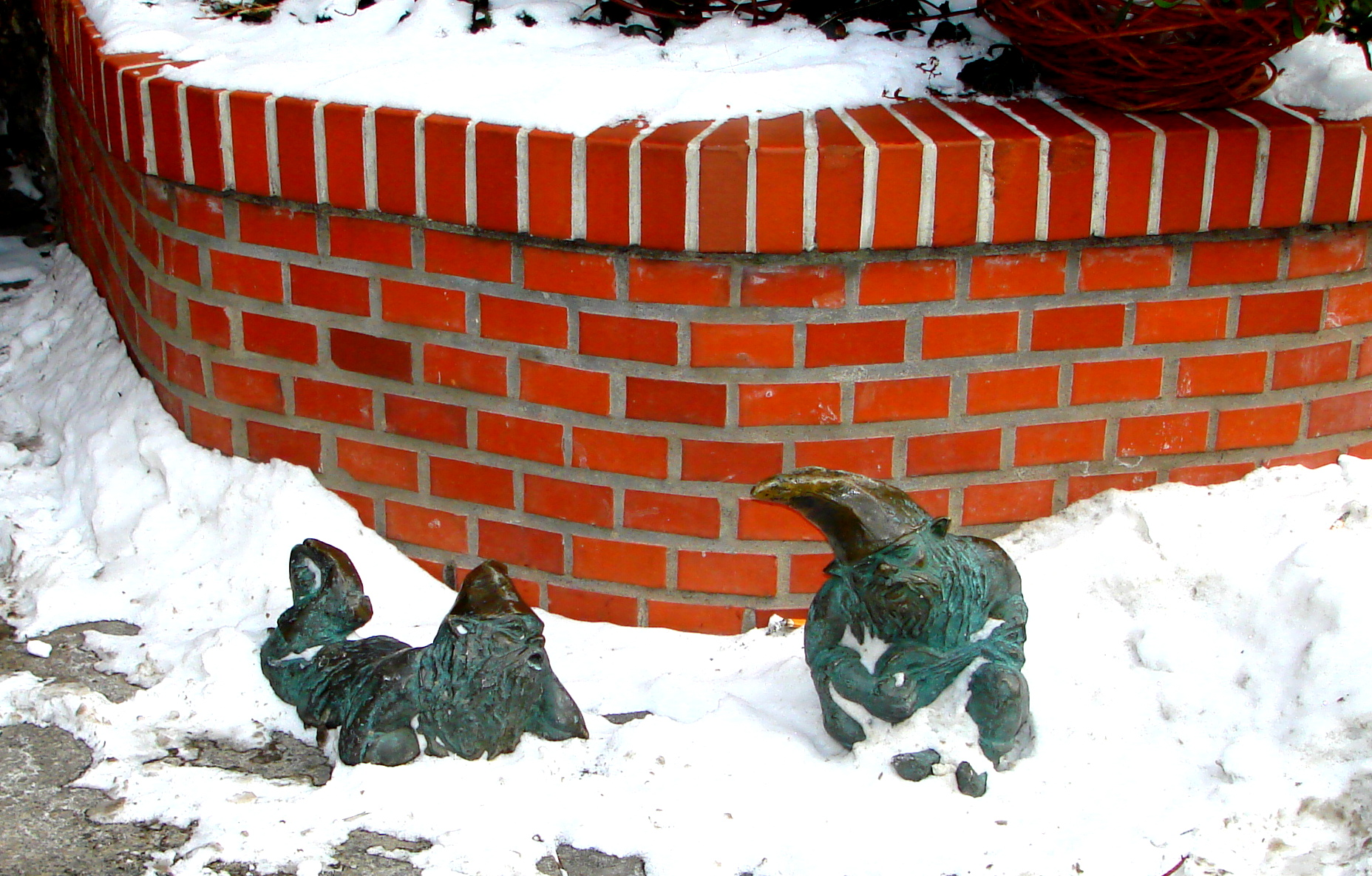
Grajek i Meloman – wrocławskie krasnale – przy ulicy Oławskiej
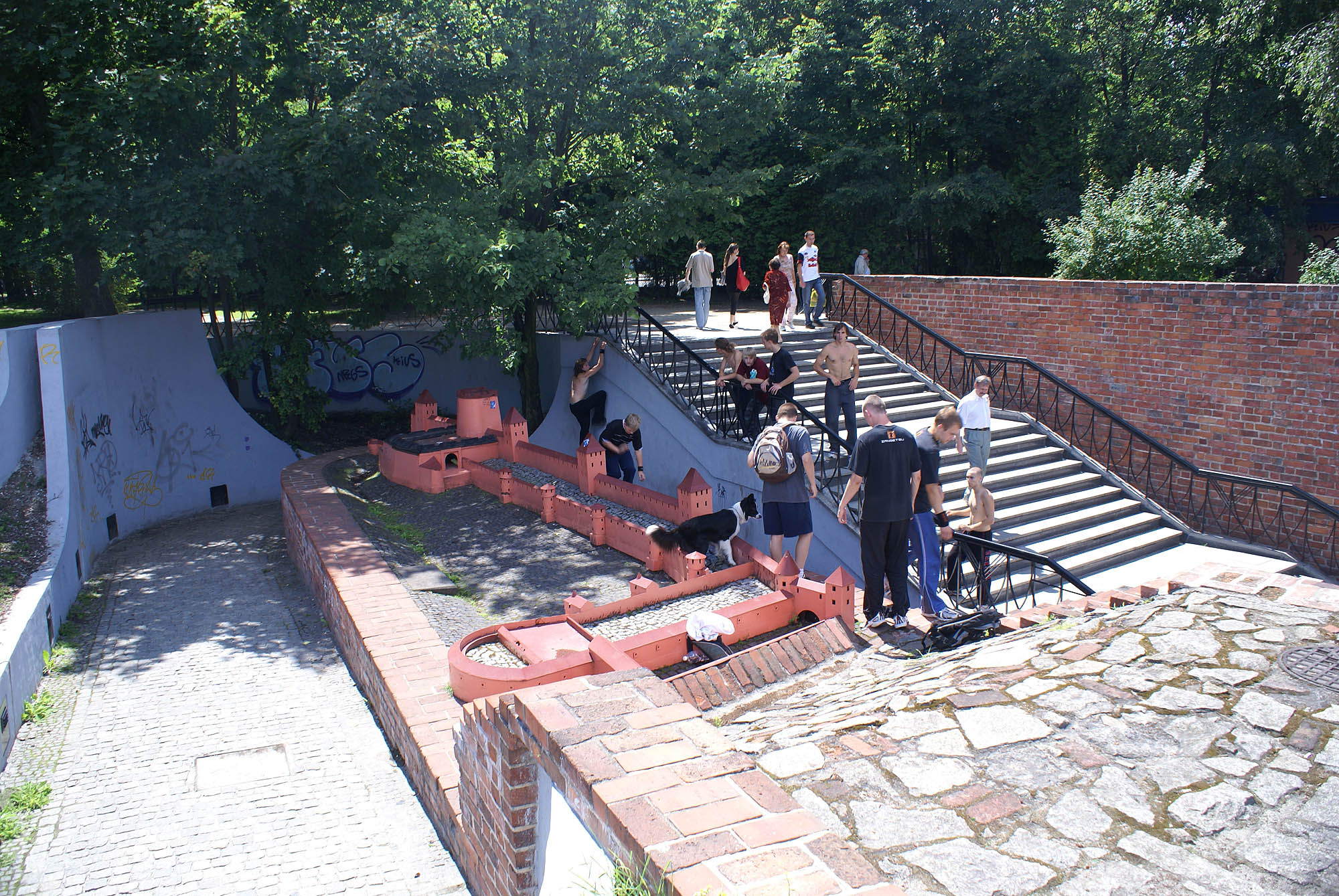
Miniaturowa replika murów obronnych i Bramy Oławskiej
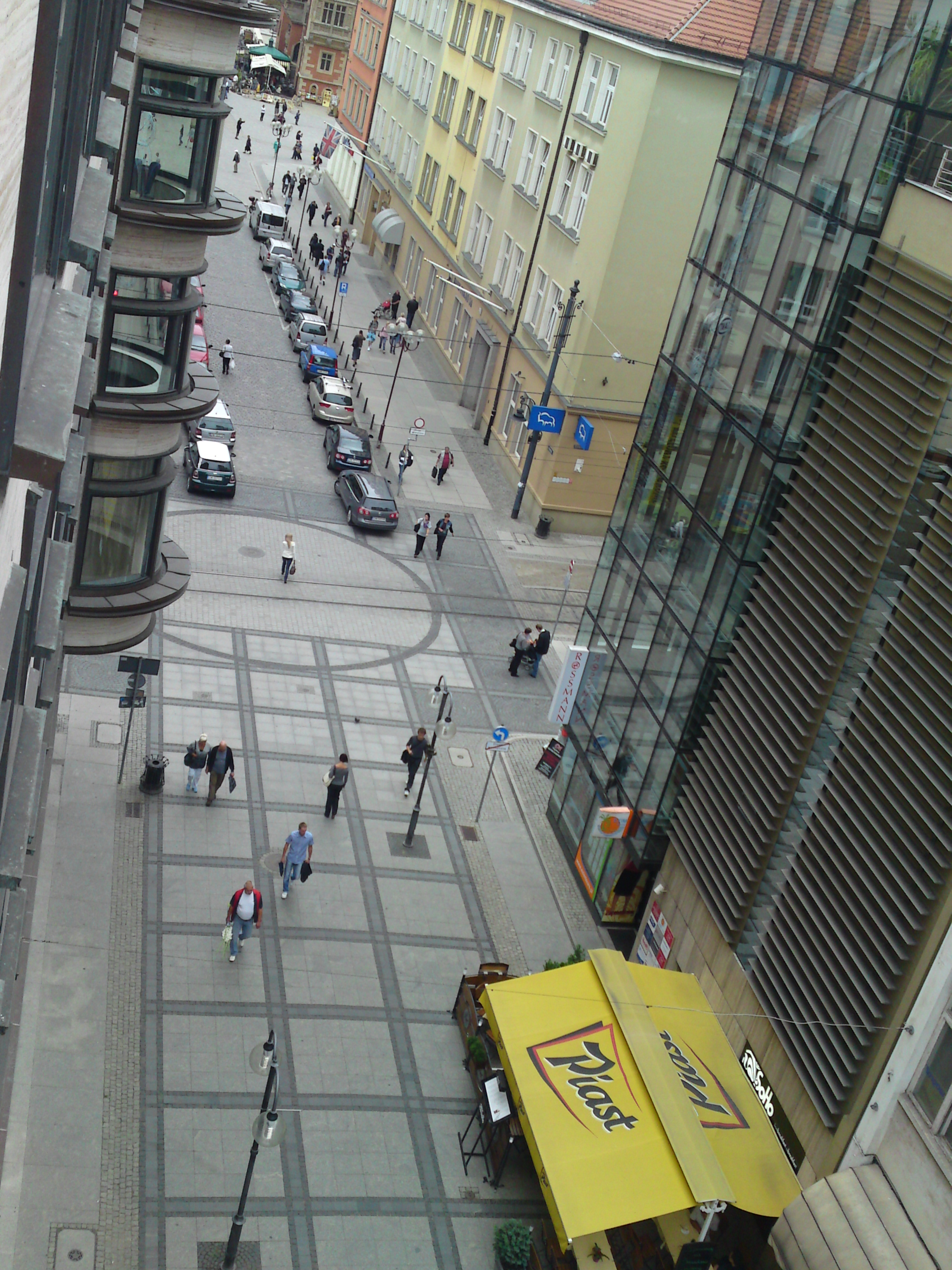
Ulica widziana z dachu